# Mailly-le-Camp
Mailly-le-Camp – miejscowość i gmina we Francji, w regionie Grand Est, w departamencie Aube.
Według danych na rok 1990 gminę zamieszkiwało 1375 osób, a gęstość zaludnienia wynosiła 32 osób/km².